# Evgenij Valiev
Evgenij Damirovič Valiev (in russo Евгений Дамирович Валиев?; Mončegorsk, 3 maggio 1990) è un cestista russo.

## Carriera
Dal 2009 al 2014 ha militato nel Triumf Ljubercy.
Con la Russia ha disputato i Campionati europei del 2013 e i Campionati mondiali del 2019.